# Піпл
The People (МФА /ˈpɪ:pl/, укр. Люди, також був відомий як — Sunday People) — щонедільний таблоїд, що виходить у Великій Британії, був заснований 16 жовтня 1881 року. Видавцем газети є Trinity Mirror. Щоденний наклад газети у січні 2013 року становив 429,167.